# Cavasso Nuovo
Cavasso Nuovo är en comune i regionen Friuli-Venezia Giulia i Italien cirka 100 km nordväst om Trieste och cirka 25 km nordost om staden Pordenone och tillhörde tidigare även provinsen Pordenone som upphörde 2017. Kommunen hade 1 534 invånare (2018).
Cavasso Nuovo gränsar till följande kommuner: Arba, Fanna, Frisanco, Meduno, Sequals.

## Kända personer från Cavasso Nuovo
- Luigi Francescon